# Lea Verstappen
Lea Verstappen is een Belgisch voormalig bowlster.

## Levensloop
Verstappen maakte deel uit van het 'Team of five' (voorts samengesteld uit Nadine Payeur, Maria Christiaens, Jacqueline Coudère, Agnes Vandenbergh) dat brons behaalde op de Europese kampioenschappen van 1969 te Kopenhagen.